# Почётный знак УЕФА
Почётный знак УЕФА (фр. Plaque UEFA) — почётный знак признания со стороны Союза европейских футбольных ассоциаций (УЕФА) итальянского футбольного клуба «Ювентус», когда этим клубом были выиграны все три основные турниры УЕФА, а именно Кубок европейских чемпионов, Кубок обладателей кубков УЕФА и Кубок УЕФА. Это первая команда в европейском футболе, которая добилась подобного успеха. В 1992 году это повторил амстердамский «Аякс», а в 1996 году этого же добилась мюнхенская «Бавария».
Премия представляет собой прямоугольную серебряную мемориальную доску, на которую наложены уменьшенные копии трёх выигранных трофеев, над ними лавровый венок и эмблема УЕФА. Кроме того, на доске имеется следующая надпись:
Награда

От УЕФА «Ювентусу»
 
Первый клуб, выигравший три международных клубных соревнованиях УЕФА
 
Кубок европейских чемпионов

Кубок обладателей кубков УЕФА

Кубок УЕФА.
12 июля 1988 года, на жеребьёвке перед началом нового розыгрыша Кубка европейских чемпионов сезона 1988/89 в Женеве (Швейцария), бывший президент УЕФА Жак Жорж впервые вручил награду президенту «Ювентуса» Джампьеро Бониперти.